# Закамская ландмилиция
Закамская ландмилиция — иррегулярное поселённое войско, созданное в 1736 году для защиты границ Российской империи от набегов Оренбургских кочевников.

## История

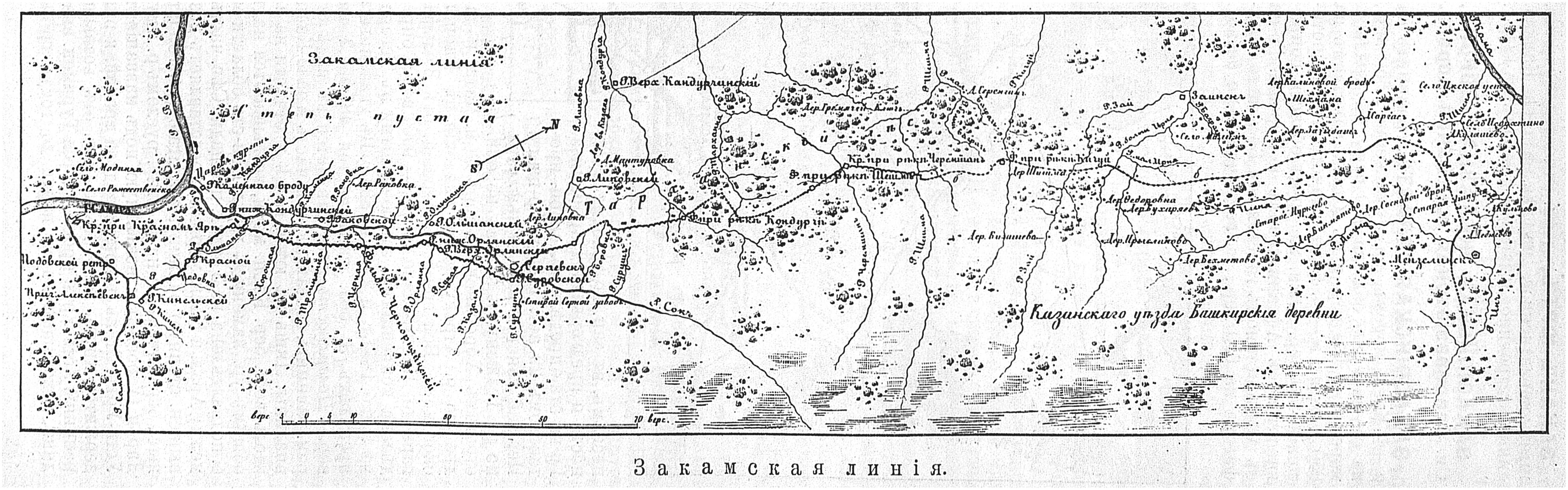
Закамская линия в 1745 году.

В 1731—1736 годах в междуречье Самары и Камы была создана Новая Закамская линия, призванная заменить прежнюю Закамскую (Черемшанскую) засечную черту («для лучшего охранения низовых городов за Волгою вместо черемшанских форпостов по реке Соку и по другим рекам до реки Ик»), в связи с опасениями, что усилившиеся калмыцкие и башкирские племена могут напасть на закамские поселения. В 1731 году в Закамье был направлен тайный советник Ф. В. Наумов, которому поручили выбор наиболее выгодных для размещения гарнизонов и укреплений мест. В 1732 году Высочайшим указом Сенату была определена конфигурация линии. Она должна была начинаться от Алексеевской крепости (30 км на восток от крепости Самара), далее идти по берегам рек Сок и Кондурча и заканчиваться на берегу р. Кама близ Мензелинска. Линия состояла из крепостей Алексеевской и Красноярской, Хорошего редута, Чернорецкого фельдшанца, Орлямского редута, Сергиевской крепости, Казанского, Суружского, Кандереимского и Тарханского редутов, Черемшанской и Шешминской крепостей и Кичуевского фельдшанца.
Тайному советнику Наумову было предписано набрать солдат для ландмилицких полков, которые должны были нести службу на новой линии. Из «неположенных в оклад служилых людей» (городовых казаков и засечных сторожей) старой засечной черты формировались конные Билярский и Шешминский полки, а Сергиевский конный и Алексеевский пеший полки формировались из старых солдат, отпущенных с воинской службы после Северной войны.
По штату 1736 года каждый из ландмилицских конных полков состоял из 10 рот, а пеший из 8. В ландмилицском конном полку было 37 офицеров, 73 унтер-офицеров, 920 рядовых и 31 нестроевой чин; в Алексеевском пешем полку: 31 офицер, 61 унтер-офицер, 1152 рядовых, 25 нестроевых. Всего в Закамской ландмилиции было 142 офицера и 3 912 нижних чинов. Кроме того, в каждом полку имелись священник и лекарь, а также по штату состояло до 50 школьников. Таким образом, численный военного состава ландмилиции составила чуть более 4 000 человек личного состава.

## Полки

### Шешминский драгунский полк
Сформирован 18 марта 1732 года как 1-й Сверхкомплектный конный полк Украинской Ландмилиции. С 7 мая 1733 года переименован в Шешминский ландмилицкий Конный полк Закамской ландмилиции. К 1766 году расквартирован в Верхояцкой. 16 января 1769 года переименован в Шешминский драгунский полк. 31 августа 1771 года расформирован и обращён на составление лёгких полевых команд.

### Билярский драгунский полк
Сформирован 18 марта 1732 года как 2-й Сверхкомплектный конный полк Украинской Ландмилиции. 7 мая 1733 года переименован в Билярский ландмилицкий конный полк Закамской ландмилиции. К 1766 году расквартирован в Кизильской. 16 января 1769 года переименован в Билярский драгунский полк. 31 августа 1771 ода расформирован и обращён на составление лёгких полевых команд.

### Сергиевский драгунский полк
Сформирован 18 марта 1732 года как 3-й Сверхкомплектный конный полк Украинской ландмилиции. 7 мая 1733 переименован в Сергиевский ландмилицкий конный полк Закамской ландмилиции. К 1766 году расквартирован в Озерской. 16 января 1769 года переименован в Сергиевский драгунский полк. 31 августа 1771 года расформирован и обращён на составление лёгких полевых команд.

### Алексеевский пехотный полк
См. 31-й Алексеевский пехотный полк.